# Комисия на ООН по международно търговско право
Комисията на ООН по международно търговско право (на английски: United Nations Commission on International Trade Law, UNCITRAL, на френски: Commission des Nations Unies pour le droit commercial international, CNUDCI) е създадена с резолюция 2205 на Общото събрание на ООН от 17 декември 1966 г. с цел да подпомага прогресивната хармонизация и унификация на международното търговско право. Комисията върши работата си чрез годишни сесии, провеждащи се в Ню Йорк или Виена.

## История
Международната търговия започнала драстично да разширява обема си през 60-те години на миналия век, когато правителствата на различни държави започнали да осъзнават нуждата от глобална група от стандарти и правила, които да хармонизират както националните, така и регионалните норми, който до този момент регулирали международната търговия. Те се обърнали за помощ към ООН, която през 1966 г. признала нуждата от подобни норми и изиграла огромна роля в премахването на пречките на национално ниво пред международната търговия, създавайки Комисията. Тя се превърнала в основно действащо лице в системата на ООН в областта на международната търговия.

## Членство
Първоначалният брой членки на Комисията бил 29 държави, които се увеличили до 36 през 1973 г., достигайки 60 през 2002 г. Страните-членки на Комисията са представителки на различни правни традиции и икономическо развитие, както и на различни географски региони. Съставът включва 14 африкански, 14 азиатски, 8 източно-европейски, 10 латиноамерикански и карибски и 14 западно европейски държави. Общото събрание избира членовете на всяка държава. Членството е съобразено с представителството на различни световни географски региони и техните икономически и правни принципи. Членовете на комисията се избират за срок от 6 години, мандатът на половината от които изтича всеки 3 години. Към дата 21 юни 2010 г. членове на комисията и съответно изтичащото им членство е както следва:

##### Африка
- Алжир (2016 г.)
- Бенин (2013 г.)
- Ботсвана (2016 г.)
- Камерун (2013 г.)
- Египет (2013 г.)
- Габон (2016 г.)
- Кения (2016 г.)
- Мароко (2013 г.)
- Мавриций (2016 г.)
- Намибия (2013 г.)
- Нигерия (2016 г.)
- Сенегал (2013 г.)
- Република Южна Африка (2013 г.)
- Уганда (2016 г.)

##### Азия
- Бахрейн (2013 г.)
- Китай (2013 г.)
- Индия (2016 г.)
- Иран (2016 г.)
- Израел (2016 г.)
- Япония (2013 г.)
- Йордания (2013 г.)
- Малайзия (2013 г.)
- Пакистан (2016 г.)
- Филипини (2016 г.)
- Сингапур (2013 г.)
- Южна Корея (2013 г.)
- Шри Ланка (2013 г.)
- Тайланд (2016 г.)

##### Европа
- Армения
- Австрия
- Беларус
- България (2013)
- Чехия (2013)
- Франция (2013)
- Германия (2013)
- Гърция (2013)
- Италия (2016)
- Латвия (2013)
- Малта (2013)
- Норвегия (2013)
- Полша (2012)
- Русия (2013)
- Испания (2016)
- Украйна (2014)
- Великобритания (2013)
- Турция (2016)

##### Северна Америка
- Канада (2013)
- Салвадор (2013)
- Хондурас (2013)
- Мексико (2013)
- САЩ (2016)

##### Океания
- Австралия (2016)
- Фиджи (2016)

##### Южна Америка
- Аржентина (2016)
- Боливия (2013)
- Бразилия (2016)
- Чили (2013)
- Колумбия (2016)
- Парагвай (2016)
- Венецуела (2016)

## Структура и начин на работа на Комисията
Начинът на работа на Комисията е организиран на 3 нива. Първият е самата Комисия, която провежда ежегодни пленарни сесии. На второ ниво са вътрешноправителствените работни групи, които разработват различни въпроси от работната програма на Комисията. Например текстове, създадени да опростят търговския обмен и намалят свързаните такси, се разработват от такива групи, включващи всички членки на Комисията. Те се събират веднъж или два пъти годишно. Страни, които не са членки и други заинтересовани международни и регионални организации също биха могли да вземат участие в работата на групите, като се има предвид, че решенията се вземат с консенсус, не чрез гласуване. Черновите на подобни текстове се изпращат до Комисията за финална обработка и се гласуват за приемане на годишните сесии. За секретариат на Комисията служи Отделът по търговско право към Службата на ООН по юридически въпроси, който се занимава с проучвания, подготовка на научни материали и чернови. Това е и третото ниво, което подпомага останалите две в подготовката и самата им работа.

##### Комисията се занимава с
- Координиране работата на организациите в тази област, насърчавайки съвместната им работа.
- Насърчава разширяването на членството към различни съществуващи международни конвенции, както и съществуващи модели на унифицирани норми в тази област.
- Изготвя или популяризира приемането на нови конвенции, типови и уеднаквени закони, споразумения, правила и юридически принципи за хармонизирането на международното търговско право.
- Допринася по различен начин за уеднаквената интерпретация на текстовете на конвенции и закони.
- Събира и разпространява информация относно националните законодателства, нормативното развитие, включително прецедентното право в областта на международното търговско право.
- Установява и поддържа близко сътрудничество с Конференцията на ООН за търговия и развитие.
- Поддържа връзки с други органи на ООН и специализирани агенции обвързани с международната търговия.

## Конвенции
Конвенцията е съглашение между участващите и ратифициращите текста ѝ страни по отношение на обвързващите ги задължения. Конвенциите са създадени, за да унифицират правните норми, установявайки задължителни еднакви такива за страните по конвенцията. Всяка страна членка по конвенция трябва да я ратифицира. Влизането в сила на конвенция обикновено е обвързано с различните инструменти по ратификацията ѝ.
Конвенциите на Комисията на ООН по международно търговско право са:
- Конвенция за срока на ограничение при международната търговия със стоки от 1974 г.
- Конвенция на ООН за превоза на стоки по море от 1978 г.
- Конвенция на ООН за международни преводи и полици от 1988 г.
- Конвенция на ООН за отговорността на операторите на транспортни терминали в международната търговия от 1991 г.
- Конвенция на ООН за независими граници и резервни акредитиви от 1995 г.
- Конвенция на ООН за отстъпки при дебиторската задлъжнялост в международната търговия от 2001 г.
- Конвенция на ООН за използване на електронни съобщения в международните договори от 2005 г.
- Конвенция на ООН относно договорите за международен превоз на стоки изцяло или отчасти по море от 2008 г.

## Типово законодателство
Типовите закони са законодателни текстове, които са препоръчителни за държавите, където могат да влязат в сила като станат част от тяхното вътрешно право. Типовите закони основно се приемат на годишните сесии на Комисията, докато конвенции изискват и провеждането на дипломатически конвенции. Типовите закони на Комисията са:
- Типов закон на Комисията на ООН по международно търговско право за международния търговски арбитраж от 1985 г.
- Типов закон на Комисията на ООН по международно търговско право за доставка на стоки, строителство услуги от 1994 г.
- Типов закон за електронната търговия от 1996 г.
- Типов закон на Комисията на ООН по международно търговско право за трансграничната несъстоятелност от 1997 г.
- Типов закон на Комисията на ООН по международно търговско право за електронния подпис от 2001 г.
- Типов закон на Комисията на ООН по международно търговско право за международната комерсиална съглашителна процедура от 2002 г.

Комисията също така е работила и по:
- Арбитражни правила на Комисията на ООН по международно търговско право от 1976 г.
- Помирителни правила на Комисията на ООН по международно търговско право т 1980 г.
- Арбитражни правила на Комисията на ООН по международно търговско право от 1982 г.
- Бележки на Комисията на ООН по международно търговско право по организиране на арбитражни дела от 1996 г.

## Съдебна практика по текстове на Комисията на ООН по международно търговско право
Съдебната практика по текстове на Комисията на ООН по международно търговско право е система от събиране на съдебни и арбитражни решения, интерпретиращи текстовете на Комисията. Сама по себе си системата е изградена от части от решенията, преведени на 6 езика.

## Законодателни ръководства
Законодателните ръководства на Комисията са създадени с цел да осигурят детайлен анализ на правните въпроси в различните специфични области на правото, предлагайки ефикасни подходи за прилагането на правото на национално или местно ниво. Те не съдържат параграфи или членове, по скоро са оформени като препоръки. Те се изработват от работните групи и се довършват и приемат от Комисията на годишните ѝ сесии.
Законодателни ръководства на Комисията са:
- Ръководство на Комисията на ООН по международно търговско право за законодателни органи по проекти в областта на инфраструктурата, финансирани от частни източници от 2000 г.
- Ръководство на Комисията на ООН по международно търговско право в областта на несъстоятелността от 2004 г.
- Ръководство на Комисията на ООН по международно търговско право относно сигурността на сделките от 2007 г.
- Ръководство на Комисията на ООН по международно търговско право относно сигурността на сделките: допълнение с правата в областта на интелектуалната собственост от 2010 г.